# Cross Internacional Ciudad de Haro

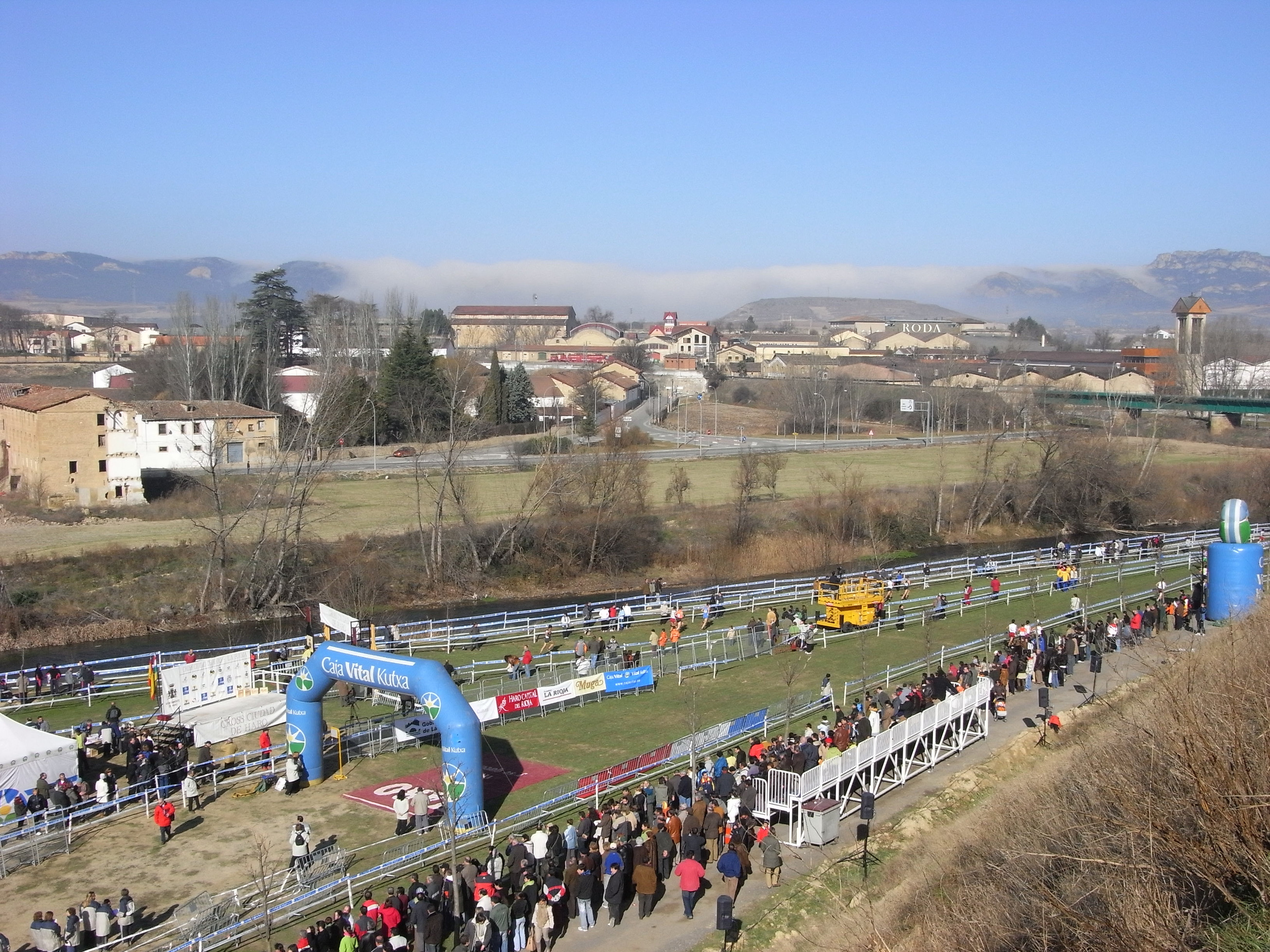
Entorno del cross Ciudad de Haro en el circuito de El Ferial en 2008.

El Cross Internacional Ciudad de Haro es una prueba de cross (campo a través) que se disputa en enero desde 1984 en la localidad de Haro, La Rioja (España) junto al recinto "El Ferial" en las riberas del río Tirón.
Cuenta anualmente con destacados corredores en categorías masculina y femenina, a pesar de compartir fecha con otras pruebas en su misma categoría.
Desde 2009 la cita internacional quedó suspendida debido a que Haro fue sede del campeonato Nacional de cross por clubes el 21 de febrero de 2010 y el campeonato de España de Cross en marzo de 2011. En 2012 la prueba tampoco se celebrará debido a los recortes de presupuesto del ayuntamiento por motivo de la crisis económica.

## Historia
Los Hermanos Calvé comenzaron a celebrar en 1973 un cross popular de ámbito autonómico. En los años siguientes se iba variando la localidad en la que se celebraba, ganando en importancia nacional. El año que se celebró en San Asensio ganó Angel Gómez. El que se celebró en Cenicero Antonio Prieto.
En 1984 la décima edición del Cross Nacional Hermanos Calvé se celebró en Haro por primera vez. La prueba se organizó en el campo de fútbol el Mazo y en ella Antonio Prieto volvió a hacerse con el triunfo. Quedaron los hermanos Calvé muy contentos con el lugar elegido en esa edición, de forma que repitieron en los años siguientes hasta 1989, cuando el ayuntamiento de Haro asumió la organización de este evento, pasando a denominarse "Cross Ciudad de Haro" y marcándolo como su sexta edición.
Siguió realizándose en la zona del Mazo hasta la remodelación de la zona del Ferial, momento en el que se trasladó a ese paraje.
Hasta el año 1991 no se celebraron pruebas senior femeninas.
Habitualmente coincidía con el Cross Internacional de Itálica de Sevilla, pasando en 2003 a celebrarse el cuarto domingo de enero, coincidiendo con el Cross Internacional de Donostia y el Cross Ciudad de Castellón.
El 30 de enero de 2005 la prueba no pudo disputarse a causa de la nieve.
En 2008 la RFEA ofreció a Haro organizar el Campeonato de España campo a través por clubes, que no se pudo realizar por no disponer el circuito de El Ferial de una salida más amplia.
En 2009 la prueba cambió su denominación a Cross Capital del Rioja y trasladó su recorrido a la zona del nuevo Mazo recientemente urbanizada.
En 2010 quedó suspendida la cita internacional cuando los organizadores aceptaron la propuesta de la Federación Española de organizar el campeonato Nacional de cross por clubes el 21 de febrero del mismo. Para no dejar huecos en el calendario de cross regional, el 24 de enero se celebró en El Mazo una jornada con pruebas escolares y federadas donde el corredor marroquí Louchin Nassiri del club logroñes Rioja Añares se hizo con el triunfo en la carrera masculina.
Debido al éxito de la realización del cross 2009 en la zona de El Mazo, la Real Federación Española de Atletismo acordó celebrar en Haro el Campeonato de España de Cross de 2011, no celebrándose tampoco la cita internacional.

## Ediciones

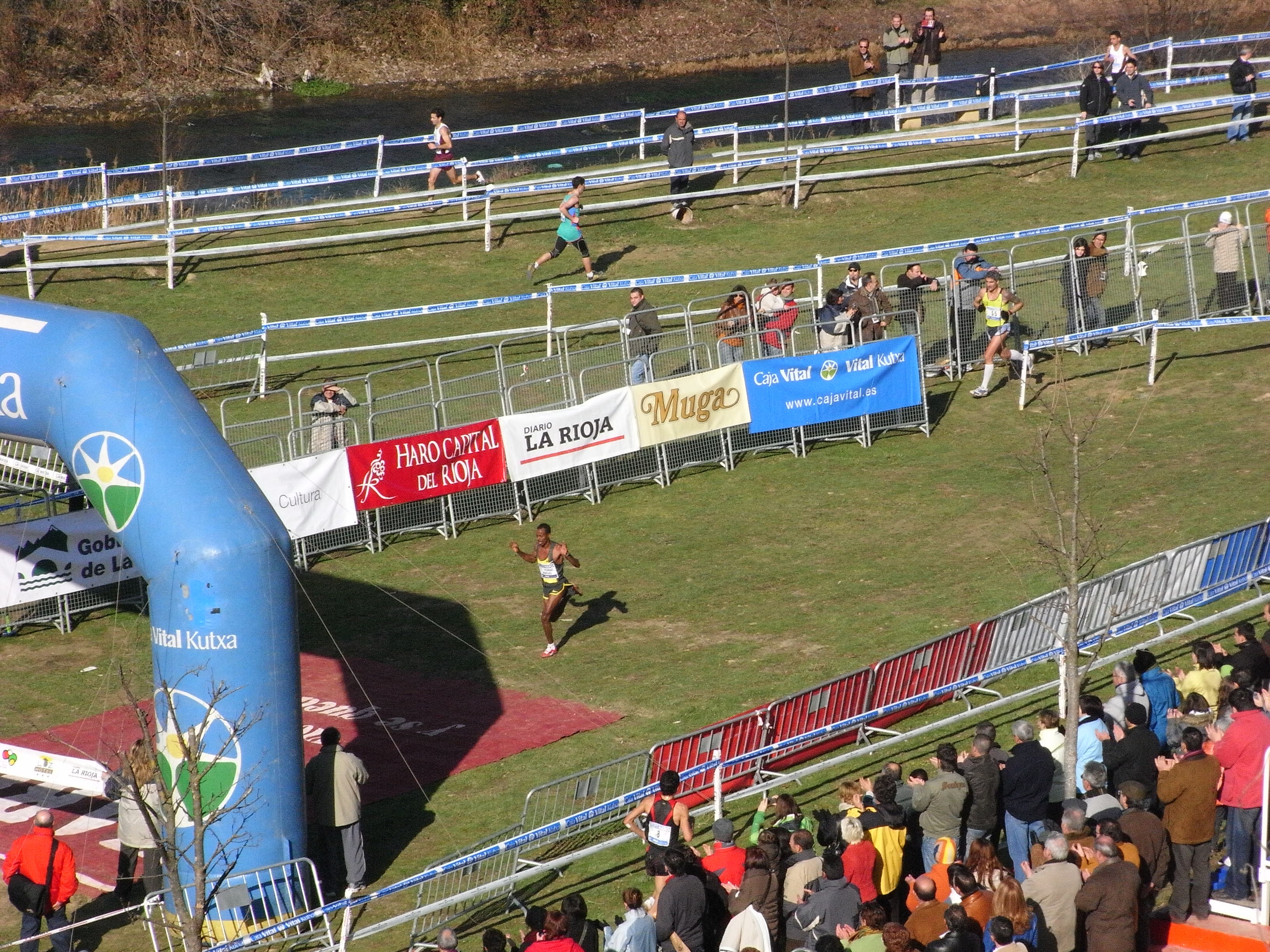
Yonas Kifles llegando a meta en solitario en 2008.

| HISTORIAL DEL CROSS EN CATEGORÍA SENIOR |            |                        |           |                     |             |
| \| EDICIÓN \| Fecha \| MASCULINO (11.300 m) \| País \| FEMENINO ( 6.300 m) \| País \| \| I \| DD/01/1984 \| Antonio Prieto \| España \| - \| - \| \| II \| DD/01/1985 \| Abel Antón \| España \| - \| - \| \| III \| DD/01/1986 \| Constantino Esparcía \| España \| - \| - \| \| IV \| DD/01/1987 \| Constantino Esparcía \| España \| - \| - \| \| V \| DD/01/1988 \| Antonio Prieto \| España \| - \| - \| \| VI \| DD/01/1989 \| Abel Antón \| España \| - \| - \| \| VII \| DD/01/1990 \| José Manuel Albentosa \| España \| - \| - \| \| VIII \| DD/01/1991 \| Wilfred Kirochi \| Kenia \| Alejandra Ramos \| Chile \| \| IX \| DD/01/1992 \| Anacleto Jiménez \| España \| Ana Moreira \| Portugal \| \| X \| DD/01/1993 \| Francisco Guerra \| España \| Karen McLeod \| Reino Unido \| \| XI \| DD/01/1994 \| Kypiego Kororia \| Kenia \| Hellen Ghemneo \| Kenia \| \| XII \| DD/01/1995 \| Philipe Kimei \| Kenia \| Albertina Dias \| Portugal \| \| XIII \| DD/01/1996 \| Fermín Cacho \| España \| Albertina Dias \| Portugal \| \| XIV \| DD/01/1997 \| James Moiben \| Kenia \| Marina Bastos \| Portugal \| \| XV \| DD/01/1998 \| James Moiben \| Kenia \| Marina Bastos \| Portugal \| \| XVI \| 17/01/1999 \| Chale Kelile \| Etiopía \| Asahi Gigi \| Etiopía \| \| XVII \| 16/01/2000 \| James Koskei \| Kenia \| Yemenanshu Taye \| Etiopía \| \| XVIII \| 14/01/2001 \| Titus Munji \| Kenia \| Leah Malot \| Kenia \| \| XIX \| 13/01/2002 \| Alberto Álvarez \| España \| Carla Sacramento \| Portugal \| \| XX \| 26/01/2003 \| Luke Kipkosgei \| Kenia \| Werkenesh Kidane \| Etiopía \| \| XXI \| 25/01/2004 \| Sergey Lebed \| Ucrania \| Werkenesh Kidane \| Etiopía \| \| XXII \| 29/01/2006 \| Juan Carlos de la Ossa \| España \| Yemenatsu Taye \| Etiopía \| \| XXIII \| 28/01/2007 \| Abderrahim Gourmi \| Marruecos \| Yimer Wud \| Etiopía \| \| XXIV \| 27/01/2008 \| Yonas Kifles \| Eritrea \| Salima Charki \| Marruecos \| \| XXV \| 25/01/2009 \| Mark Kiptoo \| Kenia \| Dulce Félix \| Portugal \| |            |                        |           |                     |             |
| EDICIÓN | Fecha      | MASCULINO (11.300 m)   | País      | FEMENINO ( 6.300 m) | País        |
| I | DD/01/1984 | Antonio Prieto         | España    | -                   | -           |
| II | DD/01/1985 | Abel Antón             | España    | -                   | -           |
| III | DD/01/1986 | Constantino Esparcía   | España    | -                   | -           |
| IV | DD/01/1987 | Constantino Esparcía   | España    | -                   | -           |
| V | DD/01/1988 | Antonio Prieto         | España    | -                   | -           |
| VI | DD/01/1989 | Abel Antón             | España    | -                   | -           |
| VII | DD/01/1990 | José Manuel Albentosa  | España    | -                   | -           |
| VIII | DD/01/1991 | Wilfred Kirochi        | Kenia     | Alejandra Ramos     | Chile       |
| IX | DD/01/1992 | Anacleto Jiménez       | España    | Ana Moreira         | Portugal    |
| X | DD/01/1993 | Francisco Guerra       | España    | Karen McLeod        | Reino Unido |
| XI | DD/01/1994 | Kypiego Kororia        | Kenia     | Hellen Ghemneo      | Kenia       |
| XII | DD/01/1995 | Philipe Kimei          | Kenia     | Albertina Dias      | Portugal    |
| XIII | DD/01/1996 | Fermín Cacho           | España    | Albertina Dias      | Portugal    |
| XIV | DD/01/1997 | James Moiben           | Kenia     | Marina Bastos       | Portugal    |
| XV | DD/01/1998 | James Moiben           | Kenia     | Marina Bastos       | Portugal    |
| XVI | 17/01/1999 | Chale Kelile           | Etiopía   | Asahi Gigi          | Etiopía     |
| XVII | 16/01/2000 | James Koskei           | Kenia     | Yemenanshu Taye     | Etiopía     |
| XVIII | 14/01/2001 | Titus Munji            | Kenia     | Leah Malot          | Kenia       |
| XIX | 13/01/2002 | Alberto Álvarez        | España    | Carla Sacramento    | Portugal    |
| XX | 26/01/2003 | Luke Kipkosgei         | Kenia     | Werkenesh Kidane    | Etiopía     |
| XXI | 25/01/2004 | Sergey Lebed           | Ucrania   | Werkenesh Kidane    | Etiopía     |
| XXII | 29/01/2006 | Juan Carlos de la Ossa | España    | Yemenatsu Taye      | Etiopía     |
| XXIII | 28/01/2007 | Abderrahim Gourmi      | Marruecos | Yimer Wud           | Etiopía     |
| XXIV | 27/01/2008 | Yonas Kifles           | Eritrea   | Salima Charki       | Marruecos   |
| XXV | 25/01/2009 | Mark Kiptoo            | Kenia     | Dulce Félix         | Portugal    |